# Marumba
Marumba är ett släkte av fjärilar. Marumba ingår i familjen svärmare.

## Bildgalleri

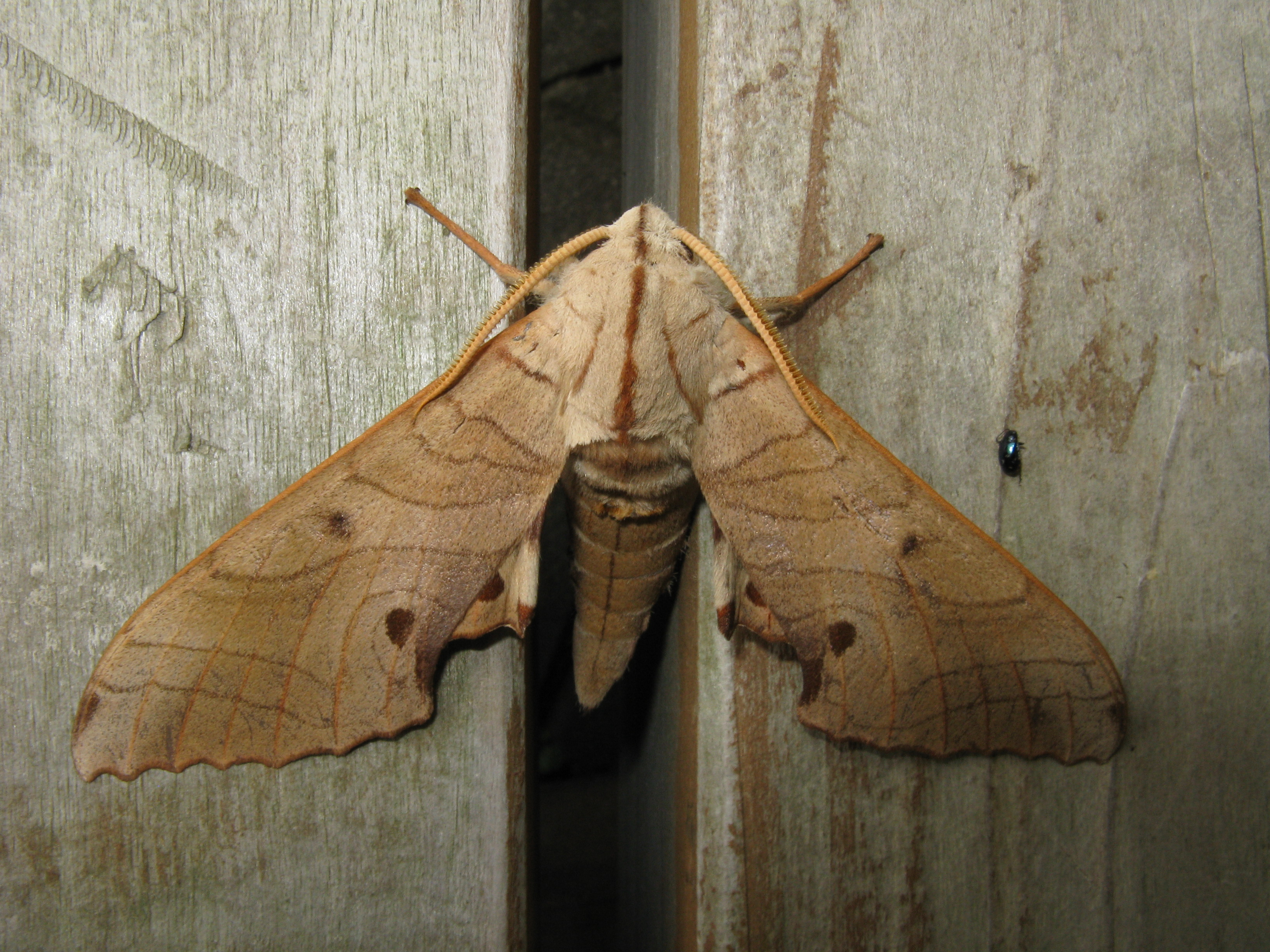

## Dottertaxa tillMarumba, i alfabetisk ordning[1]

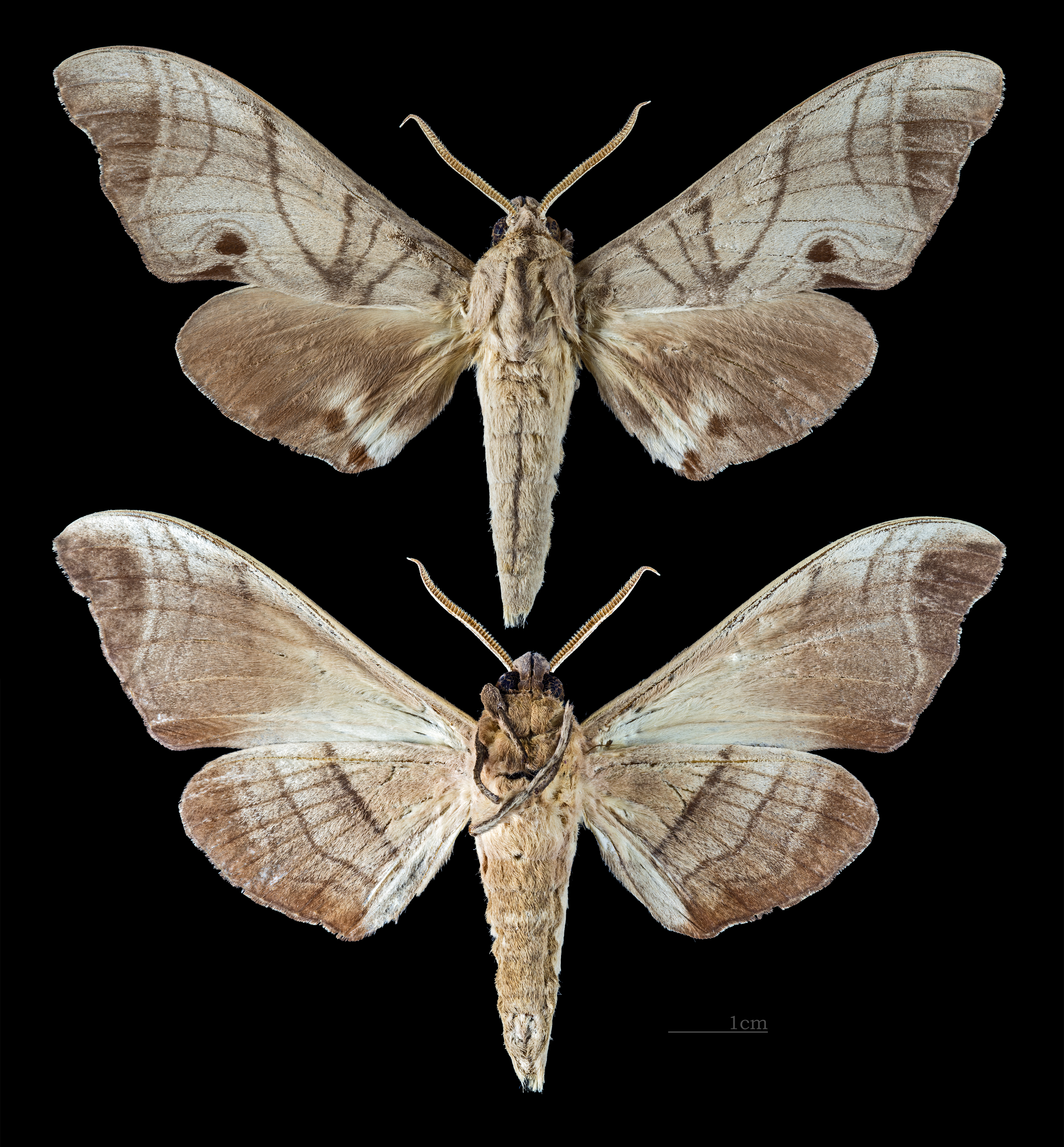
Marumba albicans
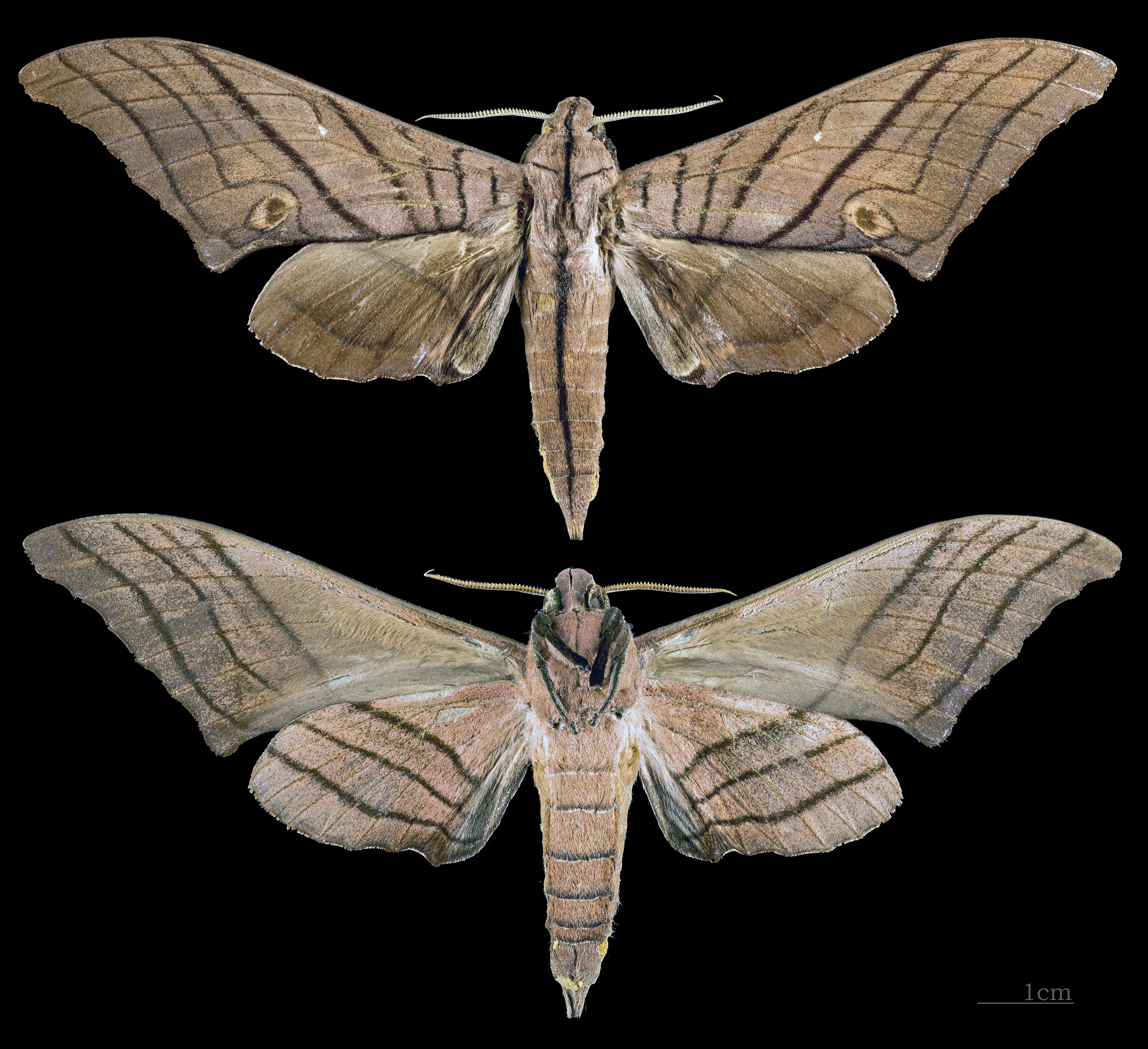
Marumba amboinicus
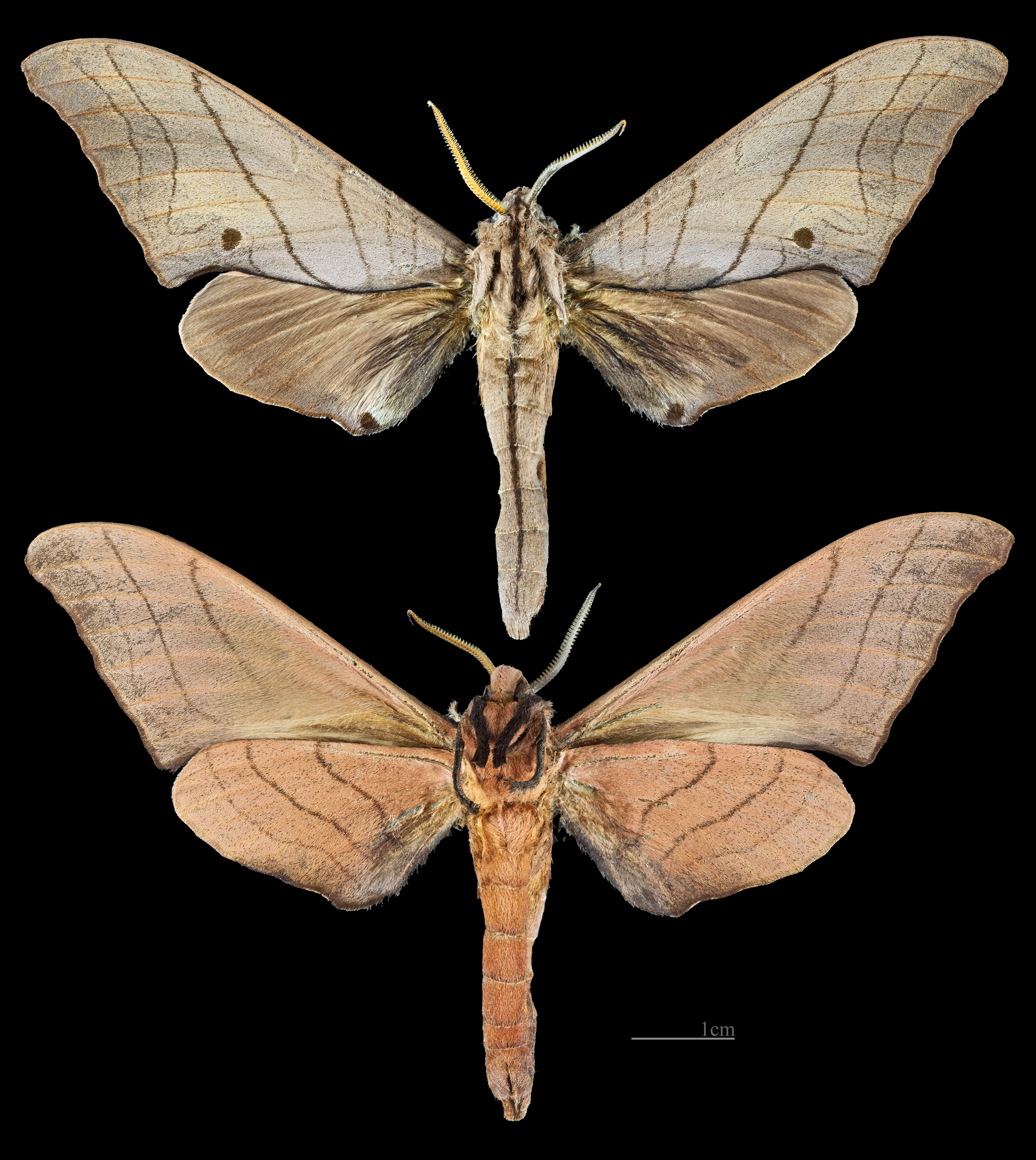
Marumba andamana
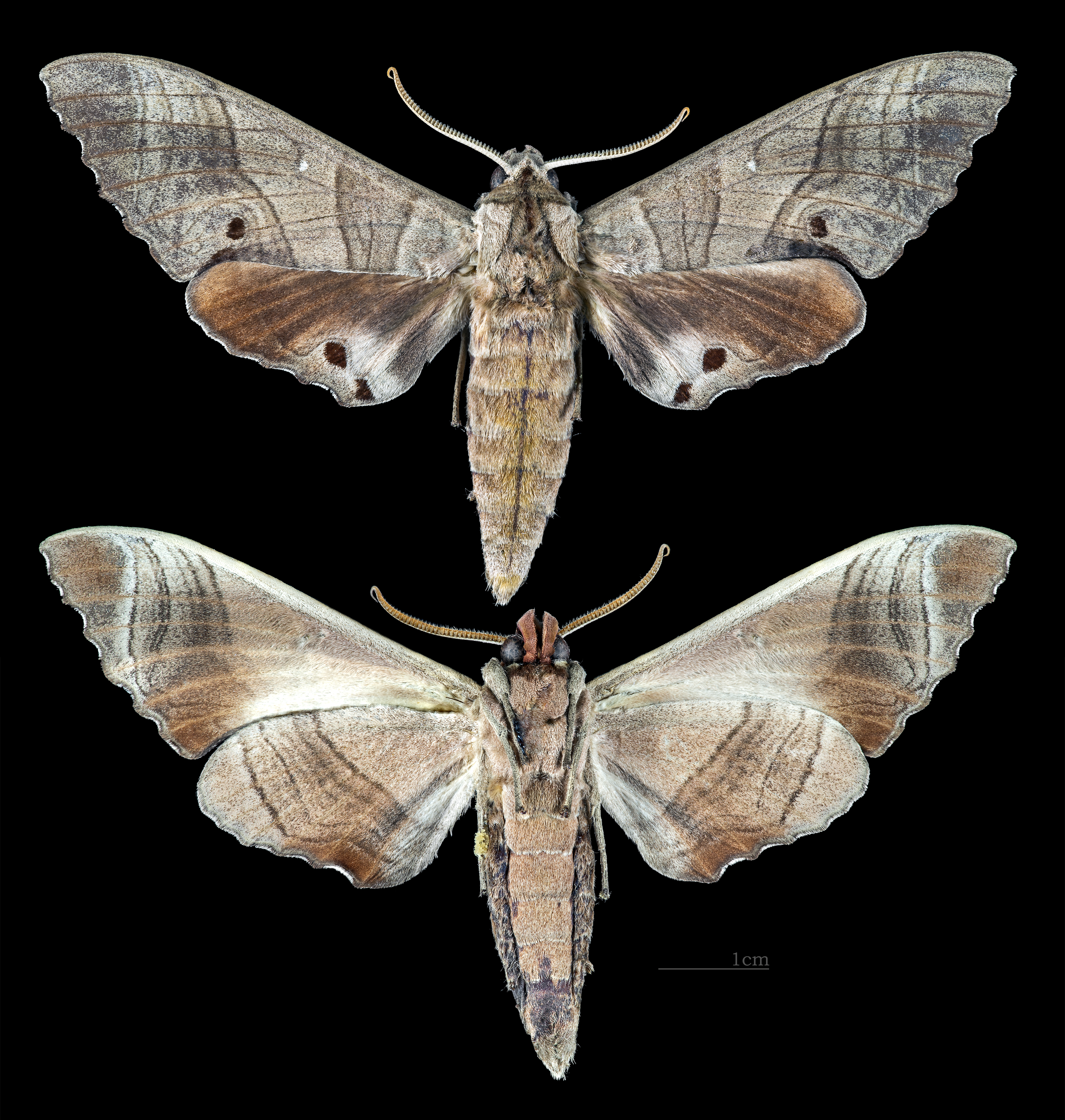
Marumba bengalensis
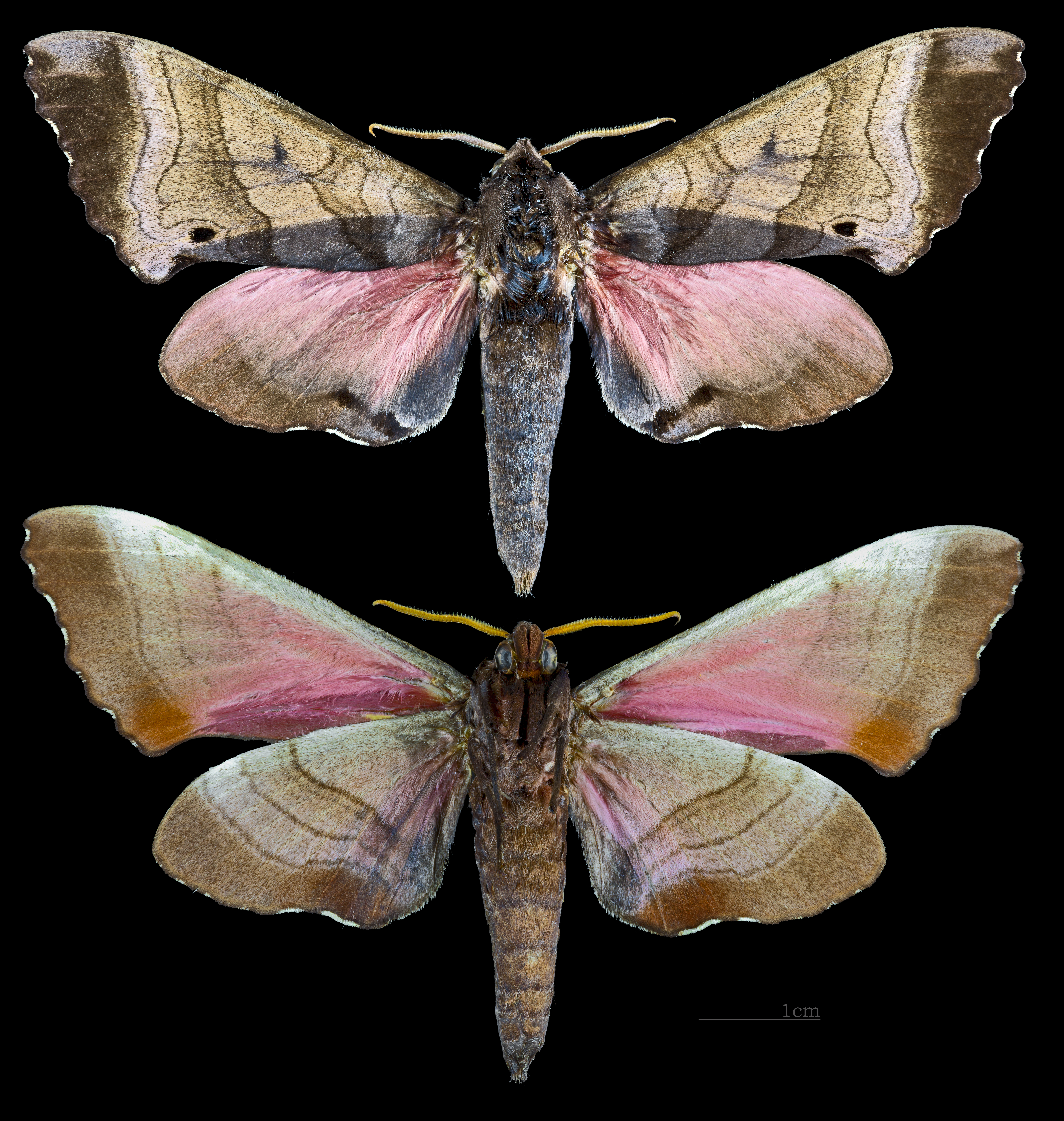
Marumba bergmani
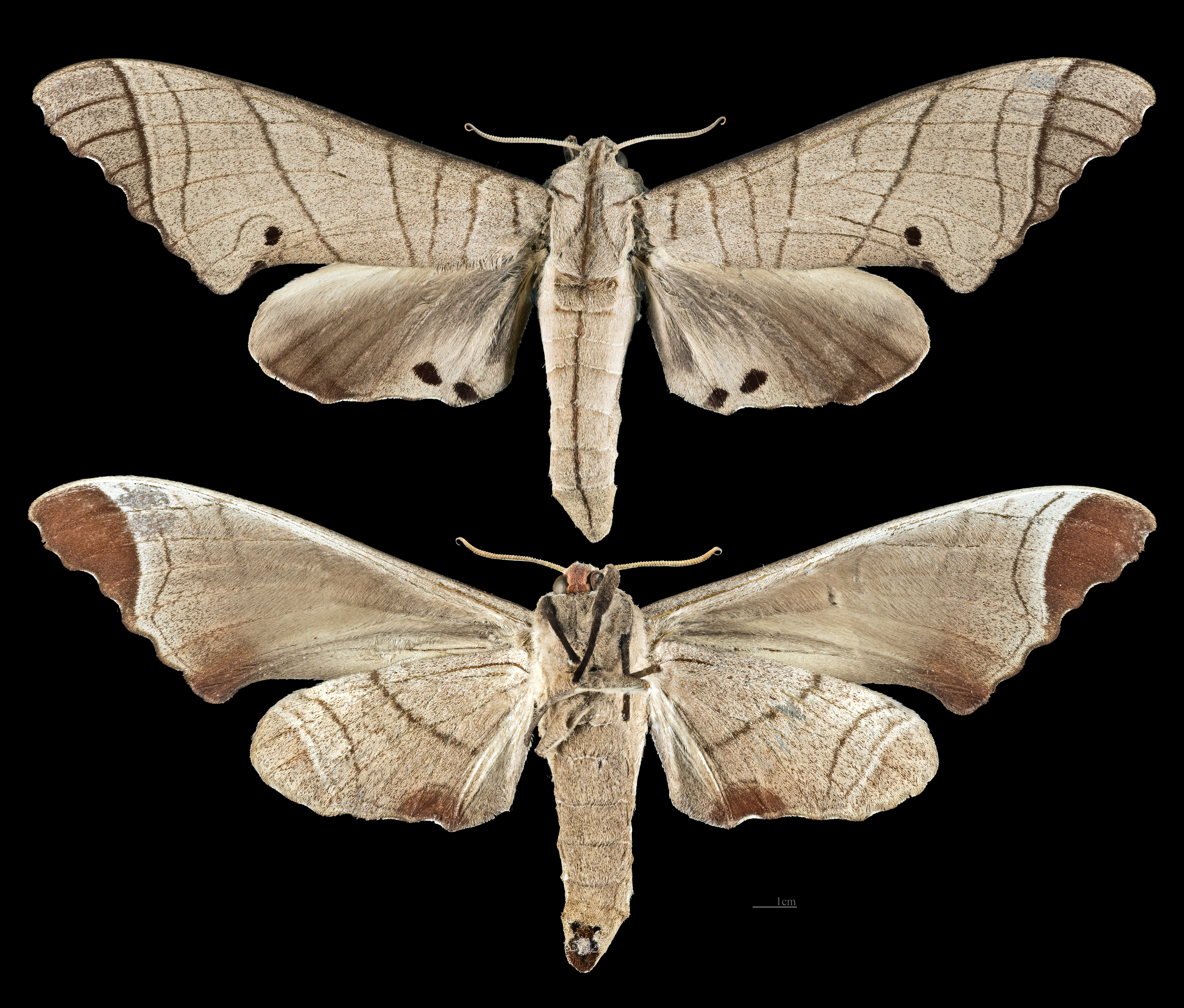
Marumba brunnescens
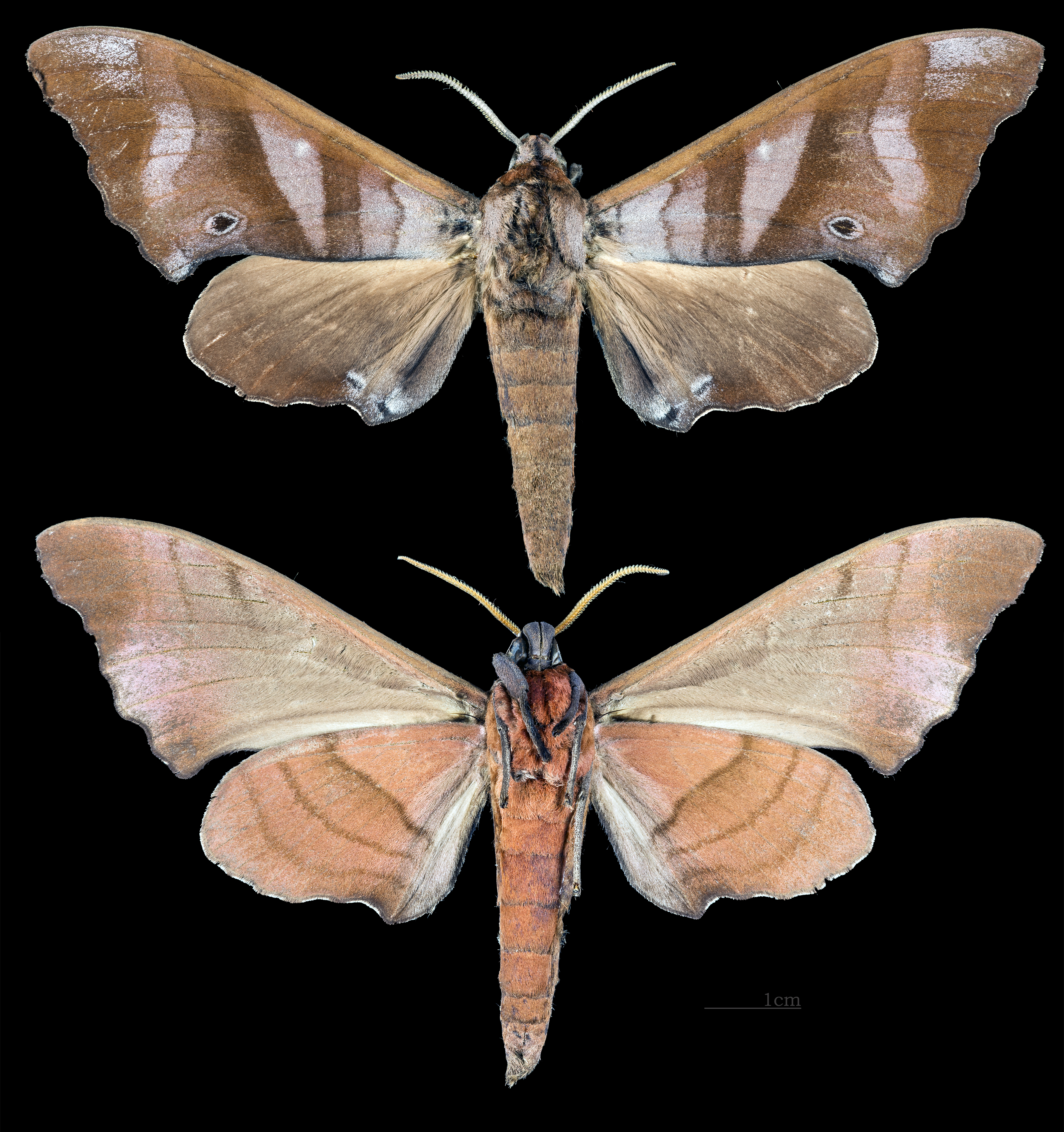
Marumba bukaiana
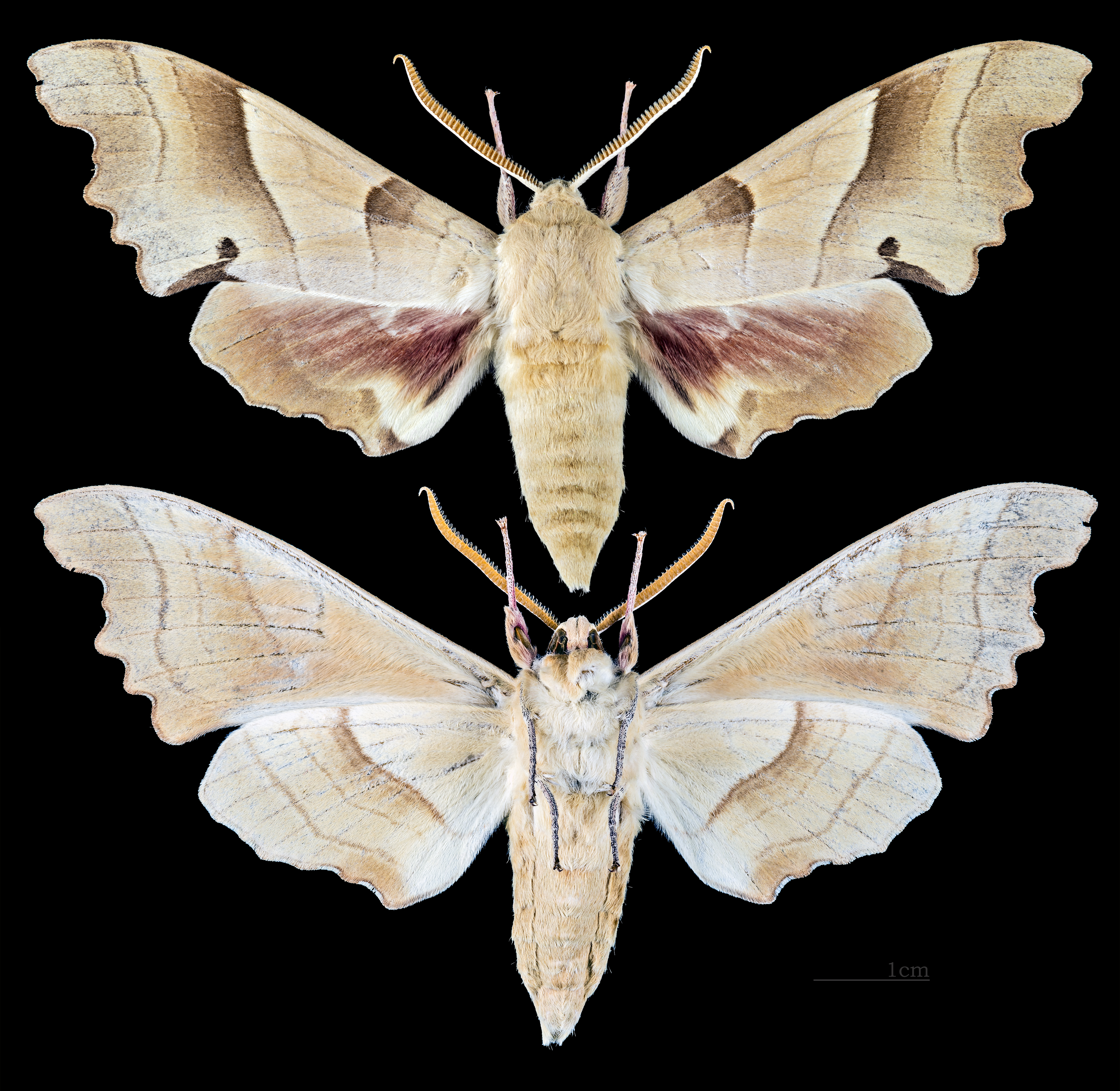
Marumba carstanjeni
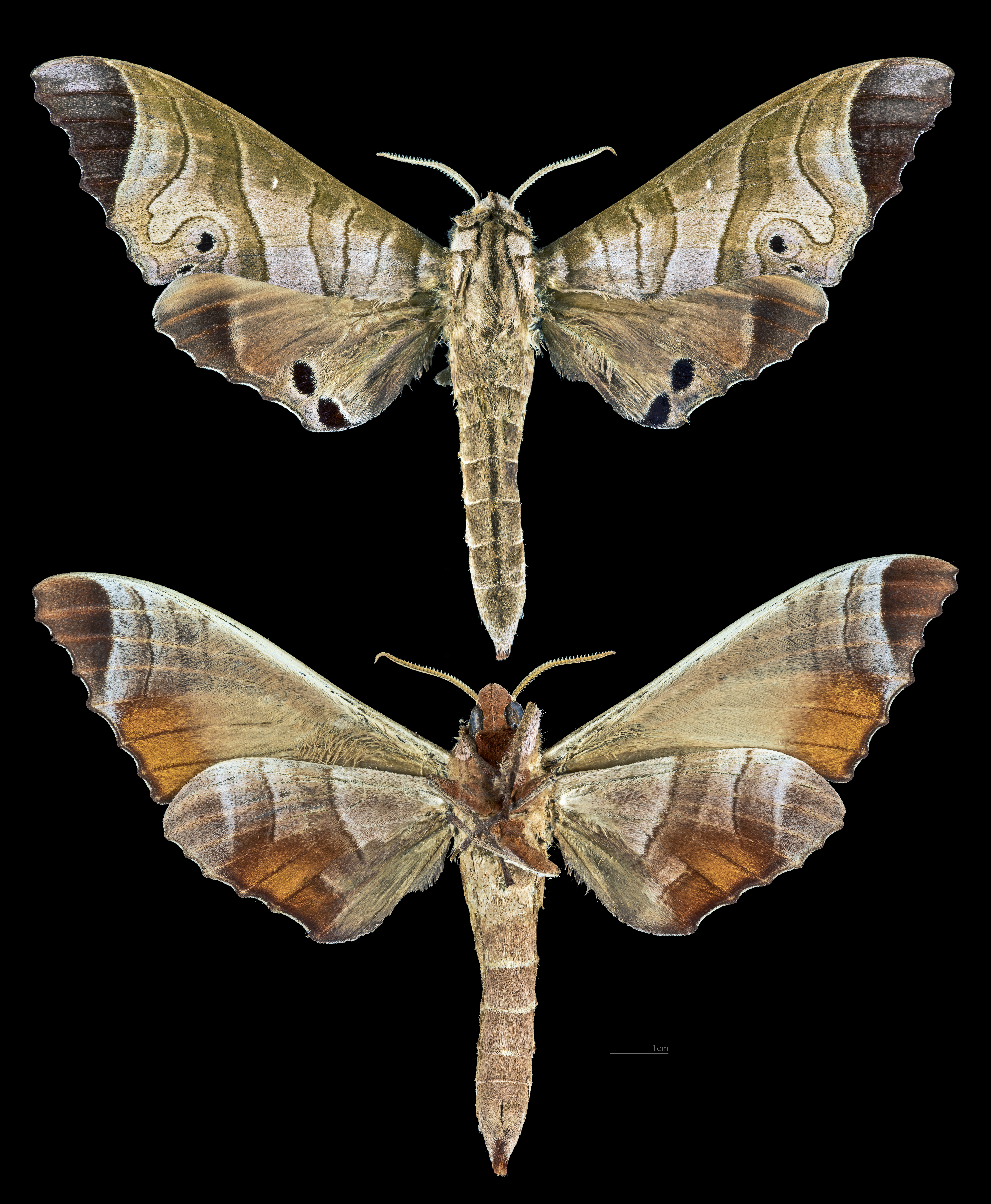
Marumba castanea
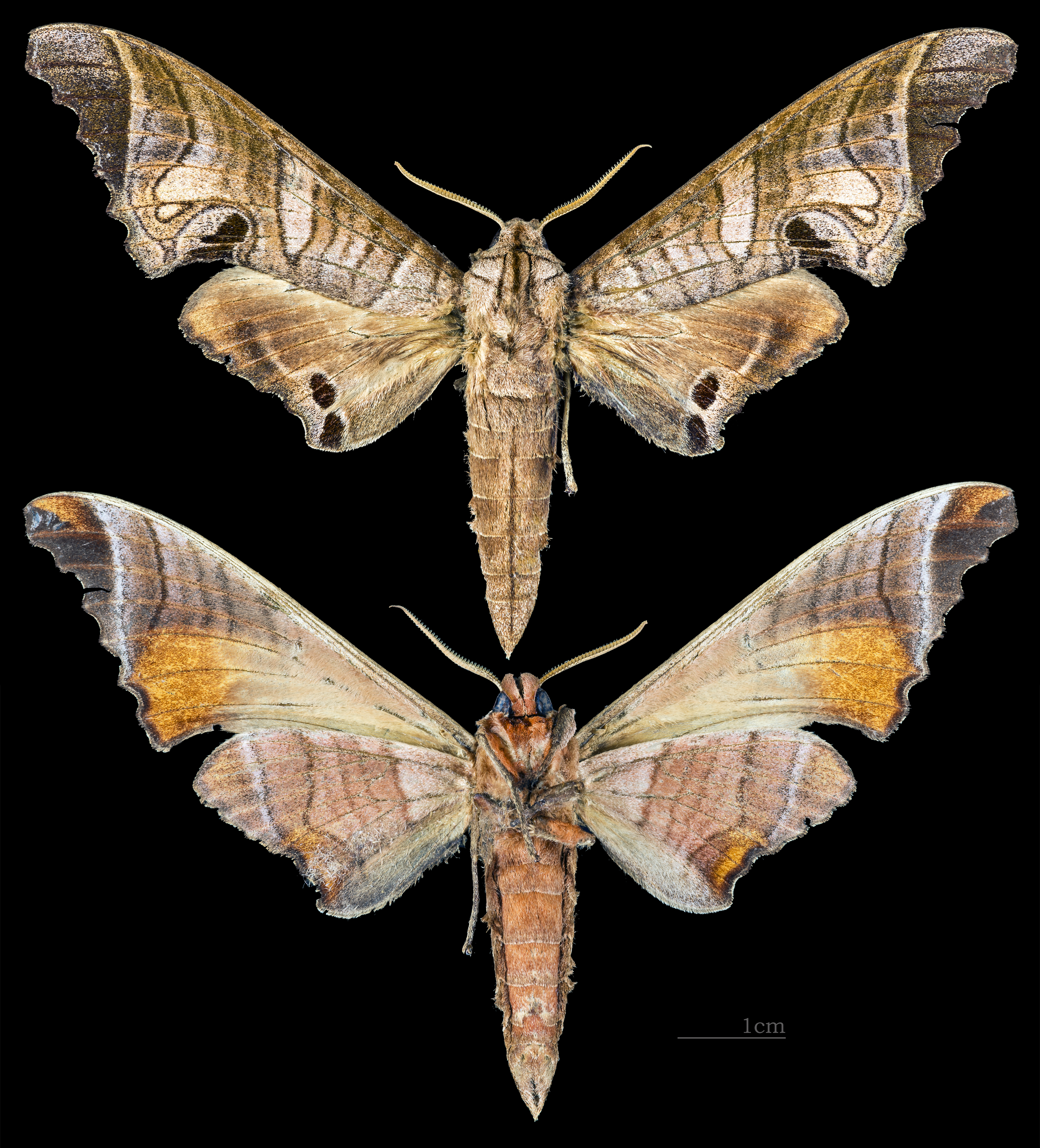
Marumba celebensis
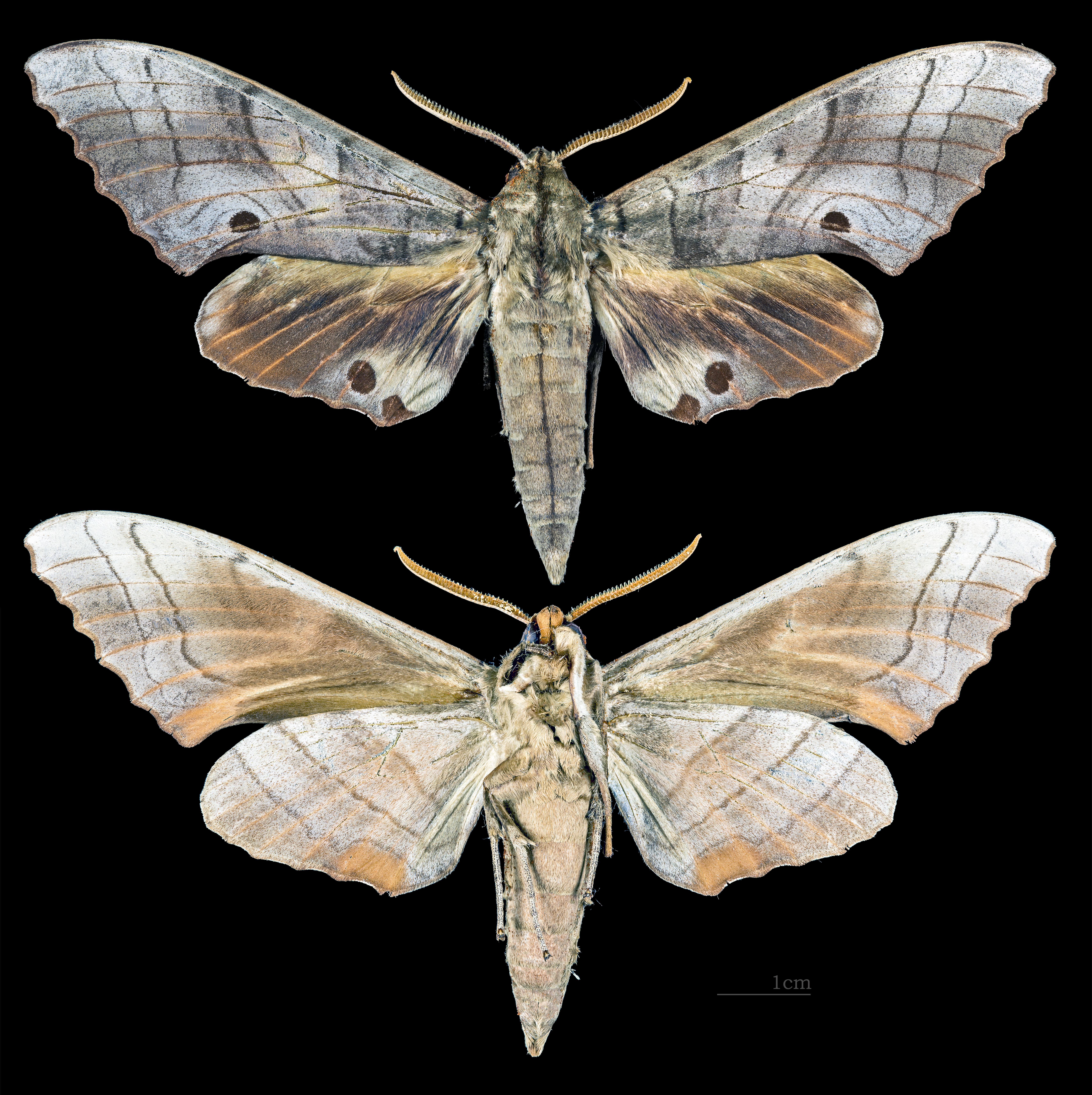
Marumba ceylanica
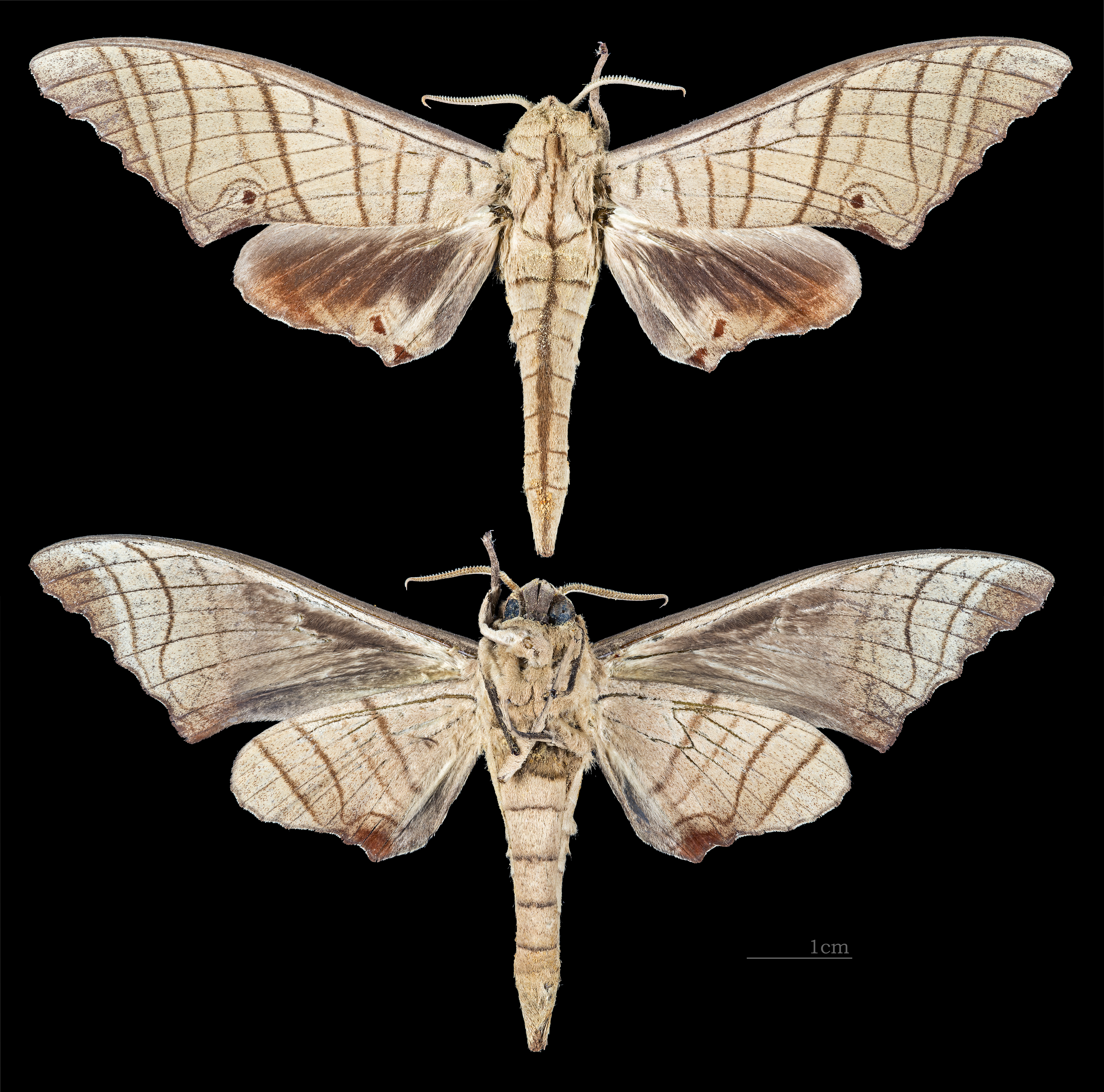
Marumba chinensis
- Marumba complacens
- Marumba connectens
- Marumba coreana
- Marumba coreanus
- Marumba costimaculata
- Marumba cristata
- Marumba decoratus
- Marumba diehli
- Marumba discreta
- Marumba dryas
- Marumba dyras
- Marumba echephron
- Marumba fenzelii
- Marumba formosana
- Marumba fortis
- Marumba fuscescens
- Marumba gaschkewitschii
- Marumba gigas
- Marumba gressitti
- Marumba handelii
- Marumba handelioides
- Marumba heynei
- Marumba horiana
- Marumba horsfieldi
- Marumba indicus
- Marumba indochinensis
- Marumba iodeides
- Marumba irata
- Marumba jankowskii
- Marumba javanica
- Marumba juvencus
- Marumba koreaesperchius
- Marumba koreümba
- Marumba laotensis
- Marumba luzoni
- Marumba maacki
- Marumba maaseni
- Marumba malayana
- Marumba massurensis
- Marumba mesopotamica
- Marumba michaelis
- Marumba nympha
- Marumba obsoleta
- Marumba ochraceus
- Marumba ochrea
- Marumba ochreata
- Marumba omeii
- Marumba oriens
- Marumba parallelis
- Marumba piceipennis
- Marumba plana
- Marumba poliotis
- Marumba quercus
- Marumba rectilinea
- Marumba roseipennis
- Marumba rothschildi
- Marumba saishiuana
- Marumba schirasi
- Marumba scotti
- Marumba silhetensis
- Marumba sinensis
- Marumba spectabilior
- Marumba spectabilis
- Marumba sperchius
- Marumba spervhius
- Marumba sumatrana
- Marumba sumatranus
- Marumba tenimberi
- Marumba tigrina
- Marumba timora
- Marumba titan
- Marumba tonkinensis
- Marumba tonkinialis
- Marumba ussuriensis

- Marumba amboinicus
- Marumba cristata
- Marumba diehli
- Marumba dyras
- Marumba gaschkewitschii
- Marumba juvencus
- Marumba nympha
- Marumba quercus
- Marumba saishiuana
- Marumba spectabilis
- Marumba sperchius
- Marumba tigrina